# We're the Millers
We're the Millers (en España Somos los Miller Somos Los Millers y en Hispanoamérica ¿Quién *&$%! son los Miller?), es una película de comedia estadounidense dirigida por Rawson Marshall Thurber. El guion de la película fue escrito por Bob Fisher, Steve Faber, Sean Anders y John Morris, basado en una historia de Fisher y Faber. Está protagonizada por Jason Sudeikis, Jennifer Aniston, Emma Roberts y Will Poulter. La trama sigue a un pequeño comerciante de drogas (Sudeikis) que convence a sus vecinos para crear una familia falsa, con el fin de contrabandear drogas desde México hasta tierras estadounidenses.
La película fue lanzada el 7 de agosto de 2013 por New Line Cinema a través de Warner Bros. Pictures. Recaudó 270 millones de dólares en todo el mundo durante su proyección en cines, contando con un presupuesto de 37 millones de dólares. La película fue nominada para cuatro People's Choice Awards, y seis MTV Movie Awards, ganando dos. Una secuela fue anunciada, con Adam Sztykiel a cargo de escribir el guion.En 2023, Aniston anunció que la secuela ha sido cancelada.

## Argumento
En Denver, al traficante de marihuana de bajo nivel David Clark le roban su dinero y sus reservas, parte de las cuales le debe a su proveedor de drogas y conocido de la universidad, Brad Gurdlinger. Gurdlinger lo obliga a contrabandear marihuana desde México para saldar su deuda. Razonando de que un hombre solo que intenta pasar la aduana sería sospechoso, David contrata a sus vecinos: una stripper llamada Rose; Casey, fugitivo local; y el ingenuo y recientemente abandonado Kenny, para hacerse pasar por su mujer e hijos respectivamente, llamándose a sí mismos los "Millers". Cuando los Miller llegan al complejo, descubren que la cantidad de marihuana que están recogiendo no es "una pizca" como la describió Gurdlinger, sino que en realidad son dos toneladas. 
Los Miller son detenidos varias veces en su camino de regreso a la frontera, pero se las arreglan con sobornos y pura suerte. Debido a la carga adicional de marihuana en la casa rodante, una de las mangueras del radiador se rompe. Los Fitzgerald (compuestos por el padre Don, la madre Edie y su hija Melissa), una familia que en realidad estaba de vacaciones en una casa rodante que los Miller habían encontrado en la frontera, los alcanza y remolca a un taller de reparación. De camino a la tienda, se enteran de que Don es un agente de la DEA, lo que los pone en alerta mientras Kenny y Melissa comienzan a sentirse atraídos. Después de que Kenny revela que nunca ha besado a una chica, Casey y Rose le dan lecciones de besos; Melissa los ve y asume que están en una relación incestuosa. 
David descubre que Gurdlinger lo engañó ya que en realidad lo hizo robarle la marihuana al jefe del cartel local, Pablo Chacón. Al día siguiente, cuando los Miller se dirigen a la tienda a recoger la casa rodante, Chacón y su secuaz, Un Ojo, los esperan y se preparan para matarlos. Los Miller le explican a Chacón que no son una familia real y no sabían que le estaban robando. A Rose se le da la oportunidad de demostrar que es stripper bailando, y cuando se acerca a Chacón, le enciende una salida de vapor. 
Luego, los Miller escapan en la casa rodante, con Kenny al volante. Debido a la conducción errática de Kenny, la casa rodante se sale de la carretera. Una tarántula, escondida en una cesta de frutas que le había dado la madre de Un Ojo, trepa por la pierna de Kenny y lo muerde, provocando una reacción alérgica grave, por lo que los Miller se dirigen al hospital. Este revés retrasa aún más la entrega de la droga, pero David renegocia con Gurdlinger una tarifa de 500.000 dólares con la condición de que llegue esa noche. Cuando Kenny finalmente sale del hospital, David lo lleva corriendo a la casa rodante en silla de ruedas y accidentalmente lo vuelca, lo que molesta a Rose ya que su interés por el dinero lo muestra cada vez más negligente respecto a la seguridad de los dos muchachos. 
En la discusión que sigue, David, sin darse cuenta, revela cuánto le pagan, en comparación con lo poco que ofreció pagar a cada uno de los demás. Casey, Rose y Kenny están disgustados por la revelación y David los deja en el carnaval local. Después de que un chico llamado Scottie P, tras una cita con Casey, se comporta prepotente, Rose lo golpea. Al poco de partir, David se arrepiente de haber abandonado a sus compañeros y regresa ofreciendo compartir de forma justa el pago, por lo que acceden a regañadientes a unirse a él. De camino a la casa rodante, Un Ojo los descubre y está a punto de dispararles, pero Don sale de su caravana y lo somete. 
Chacón toma como rehén a Melissa pero David y Kenny lo someten. Kenny besa a Melissa, lo que lleva a David a besar a Rose. Don arresta a Chacón, pero deja que los Miller se vayan en agradecimiento por salvar a Melissa. Cuando Gurdlinger recibe las drogas, revela a David que nunca tuvo intención de pagarle, pero un equipo de la DEA allana el lugar, revelándose que David aceptó actuar como informante de Don para arrestar a Gurdlinger. Don le dice a David que él y cualquier testigo del crimen serán puestos bajo protección de testigos hasta el juicio de Gurdlinger y Chacón; David parece aliviado cuando Don infiere que Rose, Kenny y Casey estarán allí con él. 
Más tarde, se ve a los Miller juntos en una casa de los suburbios, quienes conviven en el programa de protección de testigos, aun bajo la fachada de ser una familia, hasta que finalice el juicio penal, con un claro coqueteo entre David y Rose. David presenta a Rose por su nombre de pila, Sarah, a una familia que se mudó a la casa frente a su jardín. Los Miller se burlan silenciosamente de estos vecinos mientras se alejan del intercambio y la escena cierra enfocándose en las plantas de marihuana que crecen en el jardín trasero de los Miller.

## Reparto
- Jason Sudeikis como David Clark / David Miller
- Jennifer Aniston como Sarah "Rose" O'Reilly / Rose Miller
- Emma Roberts como Casey Mathis / Casey Miller
- Will Poulter como Kenny Rossmore / Kenny Miller
- Nick Offerman como Don Fitzgerald
- Kathryn Hahn como Edith Fitzgerald
- Ed Helms como Brad Gurdlinger
- Molly Quinn como Melissa Fitzgerald
- Ken Marino como Todd
- Thomas Lennon como Rick Nathanson
- Matthew Willig como One-Eye
- Mark L. Young como Scottie P.
- Tomer Sisley como Pablo Chacón
- Luis Guzmán como policía mexicano
- Laura Leigh  como Kimberly/Mételo aquí
- Scott Adsit como el doctor

## Producción
El desarrollo de la película comenzó en 2002. En 2006, la película fue anunciada con Steve Buscemi como el distribuidor de drogas, con Will Arnett en otro papel, pero ningún desarrollo adicional fue hecho. En abril de 2012, varios medios de comunicación dijeron que Jennifer Aniston y Jason Sudeikis estaban en conversaciones para protagonizar la película. En julio fueron añadidos a la película Emma Roberts, Will Poulter, Ed Helms y Kathryn Hahn.
La producción comenzó en Wilmington, Carolina del Norte el 23 de julio de 2012. El rodaje también fue filmado en Nuevo México. Finalmente la película fue presentada durante el Traverse City Film Festival en 2013.

## Lanzamiento
La película fue lanzada en teatros el 7 de agosto de 2013 en los Estados Unidos, y el 23 de agosto de 2013 en el Reino Unido. Fue lanzado el 18 de septiembre de 2013 en Francia, y fue lanzado el 8 de noviembre de 2013 en España.

### Home media
We're the Millers fue lanzado en Blu-ray y DVD el 19 de noviembre de 2013 por Warner Home Video. El DVD fue lanzado como una edición especial de dos discos, que contiene dos versiones de la película: la versión teatral original y el corte "sin clasificar" extendida con más de 8 minutos de nuevo material. Las características especiales incluyeron más de 45 minutos de contenidos, outtakes y escenas eliminadas.

## Recepción

### Taquilla
We're the Millers ha recaudado más de siete veces su presupuesto de $37 millones, ganando más de $150 millones en América del Norte y $119 millones internacionalmente por un total mundial de $270 millones.

### Críticas
En Rotten Tomatoes la película tiene una calificación de aprobación del 47% basado en 149 reseñas con una valoración media de 5.5 / 10. El consenso crítico del sitio dice, "We're the Millers despilfarra su potencial con una historia desigual, cansadamente ensamblada." En Metacritic, la película tiene una puntuación de 44 de cada 100 basada en 38 críticos, lo que indica "revisiones mixtas". Las audiencias encuestadas por CinemaScore dieron a la película una calificación promedio de "A-" en una escala de A + a F.

## Nominaciones
| Año  | Premio                      | Categoría                      | Nominado(s)                                                                             | Resultado |
| ---- | --------------------------- | ------------------------------ | --------------------------------------------------------------------------------------- | --------- |
| 2013 | Key Art Awards              | Best Trailer - Audio/Visual    | Warner Bros., New Line Cinema, Trailer Park                                             | Nom       |
| 2014 | People's Choice Awards      | Favorite Movie Actress         | Jennifer Aniston                                                                        | Nom       |
| 2014 | People's Choice Awards      | Favorite Comedic Movie Actress | Jennifer Aniston                                                                        | Nom       |
| 2014 | People's Choice Awards      | Favorite On-Screen Chemistry   | Jennifer Aniston y Jason Sudeikis                                                       | Nom       |
| 2014 | People's Choice Awards      | Favorite Comedic Movie         | We're the Millers                                                                       | Nom       |
| 2014 | British Academy Film Awards | BAFTA Rising Star Award        | Will Poulter                                                                            | Ganador   |
| 2014 | Empire Awards               | Best Male Newcomer             | Will Poulter                                                                            | Nom       |
| 2014 | MTV Movie Awards            | Best Female Performance        | Jennifer Aniston                                                                        | Nom       |
| 2014 | MTV Movie Awards            | Best Breakthrough Performance  | Will Poulter                                                                            | Ganador   |
| 2014 | MTV Movie Awards            | Best Shirtless Performance     | Jennifer Aniston                                                                        | Nom       |
| 2014 | MTV Movie Awards            | Best Kiss                      | Emma Roberts, Will Poulter, Jennifer Aniston                                            | Ganador   |
| 2014 | MTV Movie Awards            | Best Song from a Movie         | Will Poulter - Waterfalls                                                               | Nom       |
| 2014 | MTV Movie Awards            | Best Comedic Performance       | Jason Sudeikis                                                                          | Nom       |
| 2014 | Teen Choice Awards          | Choice Movie Actress: Comedy   | Emma Roberts                                                                            | Ganador   |
| 2014 | Teen Choice Awards          | Choice Movie: Liplock          | Emma Roberts, Jennifer Aniston, Will Poulter                                            | Nom       |
| 2014 | Teen Choice Awards          | Choice Movie: Hissy Fit        | Jason Sudeikis                                                                          | Nom       |
| 2015 | Casting Society of America  | Big Budget Comedy              | Lisa Beach, Sarah Katzman, Lisa Mae Fincannon, Jeremy Gordon, Beth Lipari, Dana Salerno | Nom       |

## Secuela cancelada
El 25 de febrero de 2014, New Line Cinema anunció que una secuela para We're the Millers estaba en desarrollo, con Adam Sztykiel como guionista. En marzo de 2023, cuando promocionaba Murder Mystery 2, Jennifer Aniston confirmó que la secuela ha sido cancelada.